# Michaël Ciani
Michaël Ciani (* 6. April 1984 in Paris) ist ein ehemaliger französischer Fußballspieler.

## Vereinskarriere
Seine Profikarriere begann der Abwehrspieler 2005 beim damaligen Zweitligisten CS Sedan. Am 5. August 2006 gab er sein Debüt in der Ligue 1 für den FC Lorient im Spiel gegen Paris Saint-Germain. Schon im darauffolgenden Spiel gegen seinen heutigen Klub, Girondins Bordeaux, wurde er des Feldes verwiesen.
2009 wechselte Ciani nach Bordeaux, wo er am 15. September 2009 sein erstes Spiel in der UEFA Champions League absolvierte. Der Gegner hieß Juventus Turin. Zwei Wochen später erzielte er mit dem 1:0-Siegtor gegen Maccabi Haifa seinen ersten Treffer in der Champions League, dem er am 21. Oktober 2009 zwei weitere Tore, eines davon ein Eigentor beim 2:1-Erfolg gegen den FC Bayern München, folgen ließ.

## Nationalmannschaft
Im März 2010 debütierte er in der französischen A-Nationalelf, als Nationaltrainer Domenech ihn gegen Spanien in der Startformation aufbot.

## Erfolge
- Italienischer Pokalsieger: 2013